# Tu es foutu
Tu es foutu is een eurodancenummer van de Italiaanse zangeres In-Grid. Op 19 december 2001 werd het nummer door Universal Music Group eerst in Italië, Spanje en Frankrijk op single uitgebracht. In juni 2002 volgden de rest van Europa, Australië, Nieuw-Zeeland, de VS en Canada.

## Achtergrond
De single behaalde wereldwijd in veel hitlijsten de hoogste positie. In In-Grids thuisland Italië werd de 16e positie behaald, in Frankrijk de 47e, Australië de 7e, Nieuw-Zeeland de 14e, Duitsland de 9e, de VS de 6e, in de Eurochart Hot 100 de 23e en in Zweden, Griekenland en Hongarije werd zelfs de nummer 1-positie bereikt. In het Verenigd Koninkrijk was de single niet echt succesvol met een 200e positie in de UK Singles Chart.
In Nederland was de single in week 33 van 2002 Alarmschijf op Radio 538 en bereikte de single de 2e positie in de Nederlandse Top 40 en de 3e positie in de publieke hitlijst (destijds de Mega Top 100 op Radio 3FM).
In België bereikte de single de 2e positie in zowel de Vlaamse Ultratop 50 als de Vlaamse Radio 2 Top 30. In Wallonië werd de 17e positie behaald in de Waalse Ultratop 50.

## Betekenis tekst
Tu es foutu beschrijft het einde van een relatie. In-Grid vertelt haar liefde dat ze zijn loze beloftes zat is en dat hij in de problemen zit. (Tu es foutu betekent letterlijk 'je bent genaaid / je zit in de problemen').

## Hitnoteringen

### Nederlandse Top 40

#### AlarmschijfRadio 538week 33 2002
| Positie: | 35 | 9 | 3 | 3 | 2 | 2 | 6 | 8 | 12 | 15 | 17 | 22 | 35 | uit |  |  |  |  |

### Mega Top 100
| Hitnotering: 13-07-2002 t/m 07-12-2002 | Hitnotering: 13-07-2002 t/m 07-12-2002 | Hitnotering: 13-07-2002 t/m 07-12-2002 | Hitnotering: 13-07-2002 t/m 07-12-2002 | Hitnotering: 13-07-2002 t/m 07-12-2002 | Hitnotering: 13-07-2002 t/m 07-12-2002 | Hitnotering: 13-07-2002 t/m 07-12-2002 | Hitnotering: 13-07-2002 t/m 07-12-2002 | Hitnotering: 13-07-2002 t/m 07-12-2002 | Hitnotering: 13-07-2002 t/m 07-12-2002 | Hitnotering: 13-07-2002 t/m 07-12-2002 | Hitnotering: 13-07-2002 t/m 07-12-2002 | Hitnotering: 13-07-2002 t/m 07-12-2002 | Hitnotering: 13-07-2002 t/m 07-12-2002 | Hitnotering: 13-07-2002 t/m 07-12-2002 | Hitnotering: 13-07-2002 t/m 07-12-2002 | Hitnotering: 13-07-2002 t/m 07-12-2002 | Hitnotering: 13-07-2002 t/m 07-12-2002 | Hitnotering: 13-07-2002 t/m 07-12-2002 | Hitnotering: 13-07-2002 t/m 07-12-2002 | Hitnotering: 13-07-2002 t/m 07-12-2002 |
| Week:                                  | 1                                      | 2                                      | 3                                      | 4                                      | 5                                      | 6                                      | 7                                      | 8                                      | 9                                      | 10                                     | 11                                     | 12                                     | 13                                     | 14                                     | 15                                     | 16                                     | 17                                     | 18                                     | 19                                     | 20                                     |
| -------------------------------------- | -------------------------------------- | -------------------------------------- | -------------------------------------- | -------------------------------------- | -------------------------------------- | -------------------------------------- | -------------------------------------- | -------------------------------------- | -------------------------------------- | -------------------------------------- | -------------------------------------- | -------------------------------------- | -------------------------------------- | -------------------------------------- | -------------------------------------- | -------------------------------------- | -------------------------------------- | -------------------------------------- | -------------------------------------- | -------------------------------------- |
| Positie:                               | 92                                     | 84                                     | 62                                     | 40                                     | 25                                     | 10                                     | 4                                      | 3                                      | 3                                      | 3                                      | 5                                      | 6                                      | 12                                     | 18                                     | 19                                     | 22                                     | 30                                     | 37                                     | 44                                     | 57                                     |
| Week:                                  | 21                                     | 22                                     |                                        |                                        |                                        |                                        |                                        |                                        |                                        |                                        |                                        |                                        |                                        |                                        |                                        |                                        |                                        |                                        |                                        |                                        |
| Positie:                               | 65                                     | 79                                     | uit                                    |                                        |                                        |                                        |                                        |                                        |                                        |                                        |                                        |                                        |                                        |                                        |                                        |                                        |                                        |                                        |                                        |                                        |